# Pacairigua
Pacairigua je rijeka u Venezueli. Pritoka je rijeke Caucagua i pripada karipskom slijevu.